# Arndell Park, New South Wales
Arndell Park este o suburbie în Sydney, Australia.